# Histiocephalus
Histiocephalus ist eine Gattung der Rollschwänze mit vier Arten. Sie sind Parasiten bei Vögeln.

## Merkmale
Histiocephalus hat die Merkmale der Histiocephalinae. Die Hals-Kutikula ist zu einem Kragen erweitert, der durch eine Längsstreifung ornamentiert ist.

## Systematik
Zur Gattung gehören folgende Arten:
- Histiocephalus choriotidis Ortlepp, 1938
- Histiocephalus laticaudatus Rudolphi, 1819
- Histiocephalus otidis Borgarenko, 1984
- Histiocephalus tridens Gendre, 1921

Synonym ist Histeocephalus Molin, 1860.